# Sea Dogs: Piraci
Sea Dogs: Piraci (ros. Корсары: Проклятье дальних морей; Korsary: Proklatje dalnich moriej) – komputerowa przygodowa gra akcji wyprodukowana przez Akellę i wydana 2 grudnia 2000 przez Bethesdę Softworks.
Gra spotkała się z mieszanymi reakcjami recenzentów i uzyskała średnią ocen wynoszącą 71% według agregatora Metacritic.
Firma Akella w czerwcu 2003 wydała kontynuację gry – Piraci z Karaibów, a w 2005 i 2006 kolejne dwie gry: Age of Pirates: Opowieści z Karaibów i Age of Pirates: Miasto porzuconych statków, które ze względów licencyjnych nie są bezpośrednią kontynuacją Sea Dogs. W 2012 premierę miała kolejna kontynuacja gry – Sea Dogs: To Each His Own.

## Rozgrywka
Akcja gry toczy się w XVII wieku na terenie karaibskich mórz południowych. Gracz kieruje postacią Nicholasa Sharpa, angielskiego kapitana statków, który pragnie odnaleźć zaginionego przed laty ojca. Bohater wykonuje szereg zadań, m.in. dostarcza ładunki do wskazanych portów, eskortuje okręty kupieckie oraz zatapia wrogie statki. Może być zarówno piratem, jak i kapitanem statku płynącego pod flagą angielską, francuską lub hiszpańską. Niezależnie od wyboru, wzmacnia swoją armię, rekrutując kolejnych kompanów oraz udoskonalając statki.
Rozgrywka jest podzielona na działania na lądzie i na morzu. W większości miast występują cztery główne lokacje: tawerna, stocznia, skład handlowy i siedziba gubernatora. Do walki z wrogimi armiami służą cztery rodzaje broni: kule pełne, kartacze, pociski z łańcuchem do niszczenia żagli oraz bomby, bohater może też dokonywać abordaży. Rozgrywka zawiera elementy cRPG, gry przygodowej i strategii czasu rzeczywistego. Gracz może wchodzić w interakcje z innymi postaciami, które mogą zlecać mu dodatkowe zadania. Choć głównym wątkiem fabularnym są poszukiwania ojca, gra ma otwarty charakter i umożliwia ignorowanie misji kosztem eksploatacji mapy.

## Fabuła
Nicholas Sharp w dzieciństwie mieszkał z matką w jednym z nadmorskich miast w Wielkiej Brytanii. Gdy dorósł, spełnił dziecięce marzenia i został kapitanem, podążając drogą swojego ojca, który przed laty zaginął. Nicholas przed wyruszeniem na wyprawę otrzymał od matki pamiątkowy medalion po ojcu. Po wybuchu wojny między Hiszpanią i Anglią włączył się w obronę kraju, jednak został pojmany przez hiszpańską jednostkę i zesłany na wyspę na morzu zachodnim.
Po ucieczce z więzienia wraz z innymi więźniami stworzył armię, z którą udał się do angielskiej kolonii Highrock. Spacerując po porcie, poznaje jubilera, który 25 lat wcześniej wykonał medalion należący dla Malcolma Sharpa. Zainspirowany rozmową, Nicholas postanawia poznać historię ojca.